# 陈晓萍
陈晓萍（1963年9月—2011年5月16日），女，福建泉州人，中国企业家。陈正宗孙女。

## 生平
早年曾先后在福万玩具公司、中华电子公司福州公司、福州西湖旅游贸易公司工作，1995年下岗。1996年，她组织几名下岗女工，在福州广达路创办了前店后厂的福州真味包点店，开始了艰苦的创业历程，并鼓励下岗工从头再来。1999年1月19日，时任国务院总理的朱镕基到福州考察，接见陈晓萍，她也被选为全国劳动模范，并任十届、十一届全国人大代表。之后被查出肺癌晚期，2011年5月16日去世。